# ویکتور ویکا
ویکتور ویکا (فرانسوی: Victor Vicas‎؛ ۲۵ مارس ۱۹۱۸ – ۹ دسامبر ۱۹۸۵) کارگردان فیلم، فیلم‌نامه‌نویس و تهیه‌کننده فیلم روس‌تبار اهل فرانسه بود.
از فیلم‌ها یا مجموعه‌های تلویزیونی که وی در آن‌ها نقش داشته‌است، می‌توان به رؤیاهایی که با پول می‌توان خرید و اتوبوس سرگردان اشاره نمود.